# Occidryas hilli
Occidryas hilli är en fjärilsart som beskrevs av Gunder 1928. Occidryas hilli ingår i släktet Occidryas och familjen praktfjärilar. Inga underarter finns listade i Catalogue of Life.